# آية المودة

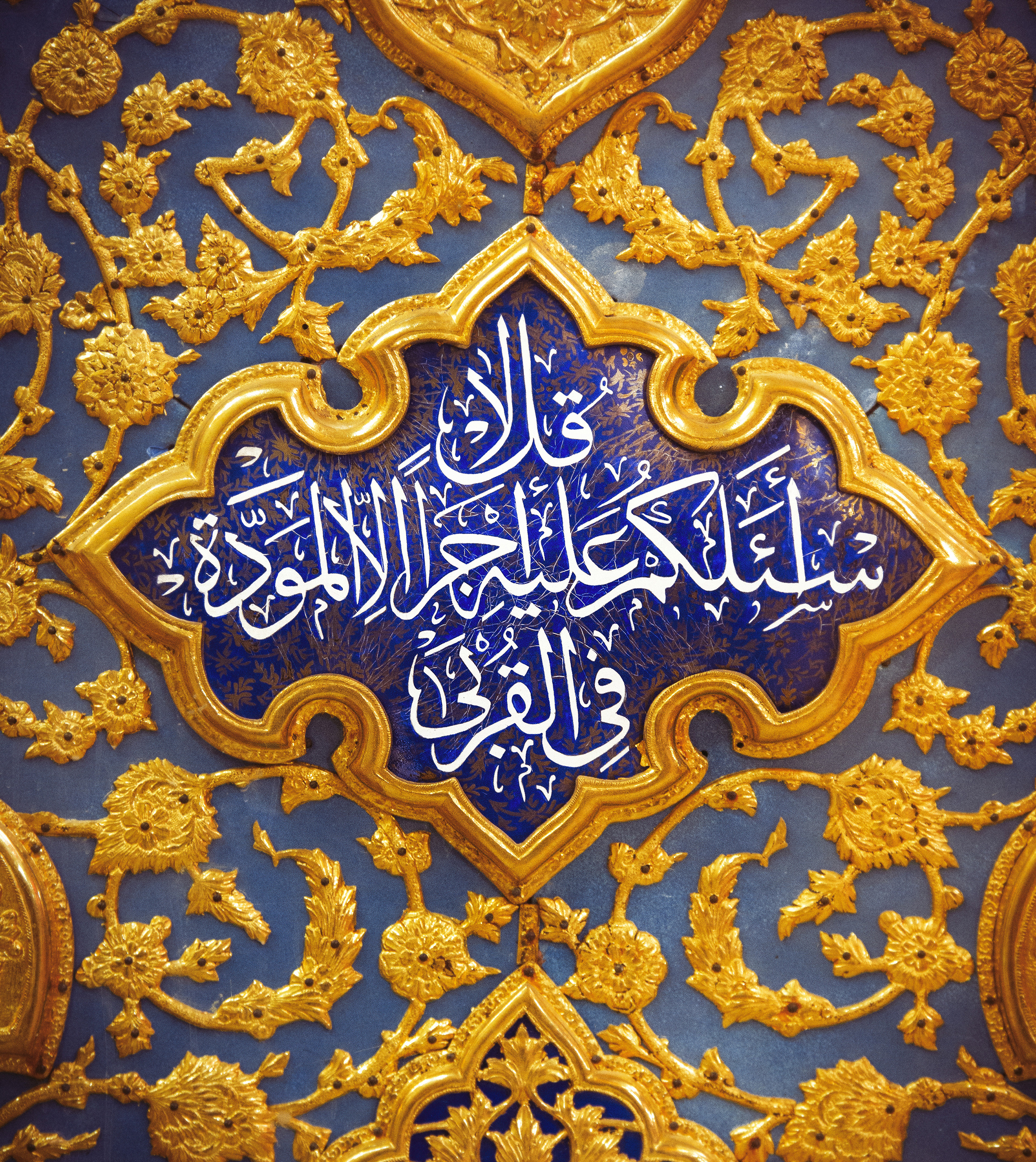
نقش آية المودة على ضريح الحسين بن علي.

آية المودة هي الآية الثالثة والعشرون من سورة الشورى في القرآن الكريم؛ وهي التي يستدل بها الشيعة على إثبات إمامة أهل البيت. والآية هي:
﴿ذَلِكَ الَّذِي يُبَشِّرُ اللَّهُ عِبَادَهُ الَّذِينَ آمَنُوا وَعَمِلُوا الصَّالِحَاتِ قُلْ لَا أَسْأَلُكُمْ عَلَيْهِ أَجْرًا إِلَّا الْمَوَدَّةَ فِي الْقُرْبَى وَمَنْ يَقْتَرِفْ حَسَنَةً نَزِدْ لَهُ فِيهَا حُسْنًا إِنَّ اللَّهَ غَفُورٌ شَكُورٌ ۝٢٣﴾ [الشورى:23]

## كلمة القربى في القواميس
الْقُرْبُ والبعد يتقابلان يقال: قَرُبْتُ منه أَقْرُبُ، وقَرَّبْتُهُ أُقَرِّبُهُ قُرْباً وقُرْبَاناً، ويستعمل ذلك في:
- المكان نحو: وَ لا تَقْرَبا هذِهِ الشَّجَرَةَ [البقرة/ 35]
- الزمان نحو: اقْتَرَبَ لِلنَّاسِ حِسابُهُمْ [الأنبياء/ 1]
- النّسبة نحو: وَ لَوْ كانَ ذا قُرْبى [فاطر/ 18]
- الحظوة نحو: وَجِيهاً فِي الدُّنْيا وَ الْآخِرَةِ وَ مِنَ الْمُقَرَّبِينَ [آل عمران/ 45]
- الرّعاية نحو: وَجِيهاً فِي الدُّنْيا وَ الْآخِرَةِ وَ مِنَ الْمُقَرَّبِينَ [آل عمران/ 45]
- والقدرة نحو: نحو: وَ نَحْنُ أَقْرَبُ إِلَيْهِ مِنْ حَبْلِ الْوَرِيدِ [ق/ 16][3]

## أحاديث حول معنى المودة في القربى
ذكر المحدثون والمفسرون من علماء أهل السنة أحاديث كثيرة في تفسير هذه الآية منها ما يلي:
- مسند أحمد بن حنبل: «عن ابن عباس قال: لما نزلت (قل لا أسألكم عليه أجرا إلا المودة في القربى) قالوا: يا رسول الله من قرابتك الذين وجبت علينا مودتهم قال: " علي وفاطمة وابناهما».[4]
- صحيح البخاري: «عن ابن عباس أنه سئل عن قوله تعالى (إلا المودة في القربى) قال سعيد بن جبير: قربى آل محمد ».[5]
- صحيح مسلم: «سئل ابن عباس عن هذه الآية فقال ابن جبير: هي قربى آل محمد ».[5]
- الكشف والبيان للثعلبي: اختلفوا في قرابة رسول الله  أمر الله تعالى بمودتهم قال: عن ابن عباس قال: لما نزلت (قل لا أسألكم عليه أجرا إلا المودة في القربى) قالوا: يا رسول الله من قرابتك هؤلاء الذين وجبت علينا مودتهم؟ قال: «علي وفاطمة وابناهما»)».[6]
- مسند أحمد بن حنبل: «عن ابن عباس أن النبي - - قال: «لا أسألكم على ما آتيتكم من البينات والهدى أجرا، إلا أن توادوا الله، وأن تقربوا إليه بطاعته».[7]

- مسند أحمد بن حنبل: «عن عبد الملك بن ميسرة، قال: سمعت طاوسا، قال: «سئل ابن عباس عن هذه الآية: قل لا أسألكم عليه أجرا إلا المودة في القربى سورة الشورى آية 23 , قال: فقال سعيد بن جبير قربى آل محمد، قال: فقال ابن عباس: عجلت ! إن رسول الله لم يكن من بطون قريش، إلا كان له فيهم قرابة، فقال: إلا أن تصلوا ما بيني وبينكم من القرابة». رقم الحديث: 2500

- صحيح البخاري: «عن ابن عباس: أنه سئل عن قوله تعالى: (إلا المودة في القربى) فقال سعيد بن جبير: قربى آل محمد. فقال ابن عباس: عجلت إن النبي - - لم يكن بطن من قريش إلا كان له فيهم قرابة، فقال: إلا أن تصلوا ما بيني وبينكم من القرابة». قوله تعالى : ( قل لا أسألكم عليه أجرا إلا المودة في القربى ) أي: قل يا محمد لهؤلاء المشركين من كفار قريش : لا أسألكم على هذا البلاغ والنصح لكم ما لا تعطونيه ، وإنما أطلب منكم أن تكفوا شركم عني وتذروني أبلغ رسالات ربي إن لم تنصروني فلا تؤذوني بما بيني وبينكم من القرابة.
- التبيان في تفسير القرآن: أن تودوا قرابتي الْقُرْبى إلى اللَّه تعالى والتودد بالعمل الصالح اليه.
- تفسير جوامع الجامع: المقصود من القربى علىّ وفاطمة وولدهما.
- الكشاف عن حقائق غوامض التنزيل: أهل القربى:علي وفاطمة وابناهما
- روى الإمام أحمد عن حسن بن موسى: حدثنا قزعة يعني ابن سويد - وابن أبي حاتم - عن أبيه عن مسلم بن إبراهيم عن قزعة بن سويد - عن ابن أبي نجيح عن مجاهد عن ابن عباس أن النبي قال: لا أسألكم على ما آتيتكم من البينات والهدى أجرا إلا أن توادوا الله وأن تقربوا إليه بطاعته.

## المودة في القربى في التفاسير
(ترتيب حسب التاريخ)
- جامع البيان في تفسير القرآن: فيه احتمالين: 1- المودة في قرابتي (النسبة) 2- التقرب إلى الله، والتودد إليه بالعمل الصالح فالاحتمال الأول مرجح وكان المقصود من القربى «قريش».[8]
- التبيان في تفسير القرآن: 1- أن تودوا قرابتي2- الْقُرْبى إلى اللَّه تعالى والتودد بالعمل الصالح اليه.[9]
- تفسير جوامع الجامع: المقصود من القربى علىّ وفاطمة وولدهما.[10]
- الكشاف عن حقائق غوامض التنزيل: أهل القربى:1-علىّ وفاطمة و ابناهما2-قريش[11]

## الآية في الأدب
شعر الكميت:
وجدنا لكم في آل حم آية.......... تأوّلها منّا تقى ومعرب
فأشار إلى قول علي بن أبي طالب: فينا في آل حم آية لا يحفظ مودّتنا إلّا كلّ مؤمن، ثمّ قرأ آية المودة.

## مواضيع ذات علاقة
- الإمامة
- الولاية
- الخلاف حول الأئمة عند طوائف الشيعة